# Jajinci
Jajinci (en serbe cyrillique : Јајинци) est un quartier de Belgrade, la capitale de la Serbie. Il est situé dans la municipalité de Voždovac. En 2002, il comptait 6 986 habitants.

## Emplacement
Jajinci est situé dans la vallée de la Lipnica. Autrefois séparé de Belgrade, le village a été intégré dans la capitale de la Serbie. Il est entouré par les quartiers de Banjica au nord, Kumodraž à l'est et Selo Rakovica au sud. Sa limite orientale est formée par la rivière Jelezovac, qui le sépare aussi de la municipalité de Rakovica.

## Histoire
Pendant la Seconde Guerre mondiale, un ancien terrain de tir militaire situé près de Jajinci a été utilisé par les nazis pour exécuter environ 80 000 personnes entre 1941 et 1944. La plupart de ses victimes venaient du camp de concentration de Banjica. Un grand parc commémoratif, avec un monument honorant les victimes, a ouvert ses portes le 20 octobre 1964, jour du vingtième anniversaire de l'entrée des Partisans communistes dans Belgrade. Des femmes et des enfants juifs venant du camp de concentration de Sajmište, tués dans un camion spécial au moment de leur transfert à Belgrade, y sont également inhumés.

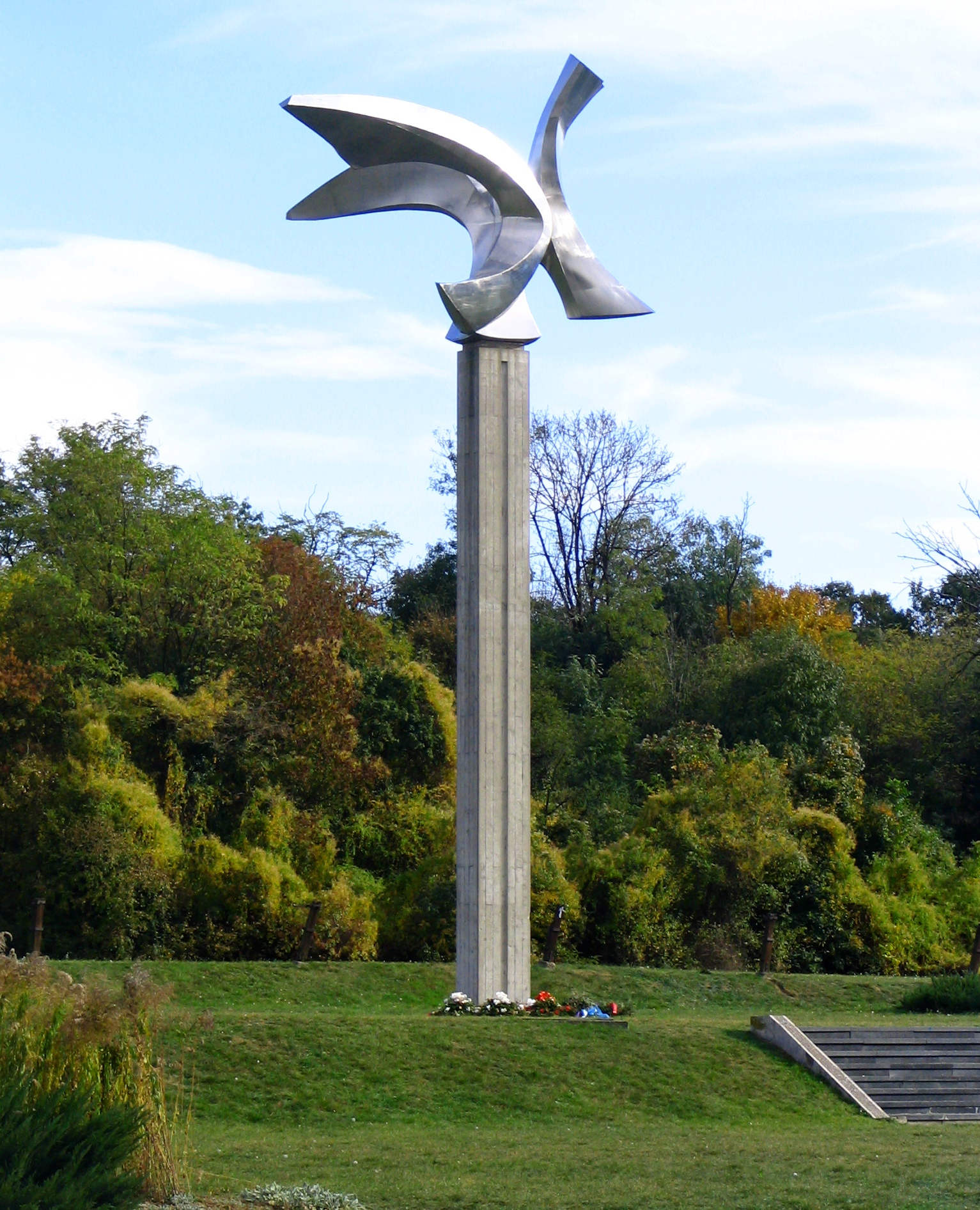
Monument dans le parc commémoratif de Jajinci

## Population
Jajinci a été intégré dns la ville de Belgrade (uža teritorija grada) dans les années 1970. Les guerres de Yougoslavie y ont amené de nombreux réfugiés.
| 1921 | 1931 | 1948 | 1953  | 1961  | 1971  | 1981  | 1991  | 2002  |
| ---- | ---- | ---- | ----- | ----- | ----- | ----- | ----- | ----- |
| 489  | 922  | 875  | 1 080 | 2 587 | 3 811 | 4 386 | 4 136 | 6 986 |

## Caractéristiques
Le quartier est organisé autour de son axe principal, le Bulevar oslobođenja (en cyrillique : Булевар ослобођења), le « Boulevard de la Libération », qui prend son origine au centre de Belgrade sur la place de Slavija. Contrairement au quartier voisin de Banjica, qui possède de nombreux immeubles de hauteur, il est principalement constitué de maisons familiales. Ses habitants travaillent pour la plupart dans le centre de Belgrade.
Une grande pépinière (rasadnik) est située au nord du quartier. Le parc commémoratif de Jajinci est situé dans la partie méridional du secteur.

## Mala Utrina
Mala Utrina est un sous-quartier situé à l'ouest de Jajinci, le long du cours inférieur de la Lipovica, à proximité de la confluence de ce ruisseau avec le Jelezovac.

## Maxima
Maxima est un sous-quartier situé au sud de Jajinci. En raison de ses résidences et de ses villas luxueuses, il est souvent appelé le « Nouveau Dedinje ».